# Pitón volcánico de Cancarix

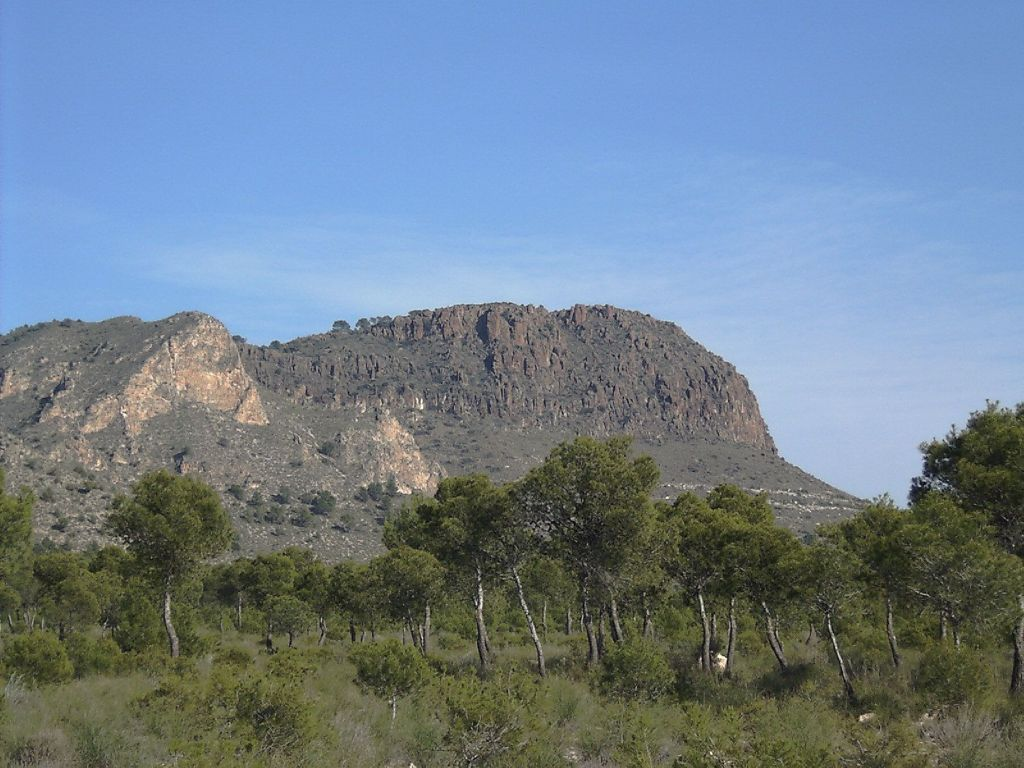
Pitón volcánico de Cancarix

El pitón volcánico de Cancarix es un monumento natural, sito en la Sierra de las Cabras, en la pedanía de Cancarix del municipio de Hellín (Albacete, España). Se trata de un domo volcánico de hace 7,04 ± 0,01 millones de años (Mesiniense, Mioceno superior), descubierto por la erosión. 
Las rocas que lo forman son lamproítas, rocas ultrapotásicas con un origen muy profundo, enraizado en el manto, muy escasas en el registro geológico; el magma del que proceden atravesó la corteza, sin asimilar otras rocas en su ascenso. La variedad local de estas lamproítas se denomina cancalita o cancarixita.
No es un pitón en su verdadero significado, ya que los "roques" denominados pitones son más angostos y tienen forma de obelisco, como el que se formó en la erupción del monte Pelée en la isla de Martinica a comienzos del siglo XX. La diferencia entre los dos es que en un verdadero pitón volcánico no se forma disyunción columnar como en el de Cancarix, ya que al ser lava muy viscosa y de baja temperatura se solidifica violentamente al disminuir la presión durante la propia erupción, mientras que en el caso de la disyunción columnar el enfriamiento de la lava se va produciendo lentamente, como en este caso o en las columnatas basálticas de otras localidades. 
Esta formación volcánica está propuesta como «Global Geosite» (Lugar de interés geológico español de relevancia internacional) por el Instituto Geológico y Minero de España, con denominación «VU-01: Edificio volcánico de la Sierra de las Cabras (Cancarix)»  dentro del grupo de puntos de interés «Asociaciones volcánicas ultrapotásicas (lamproíticas) neógenas del SE de la Península Ibérica».

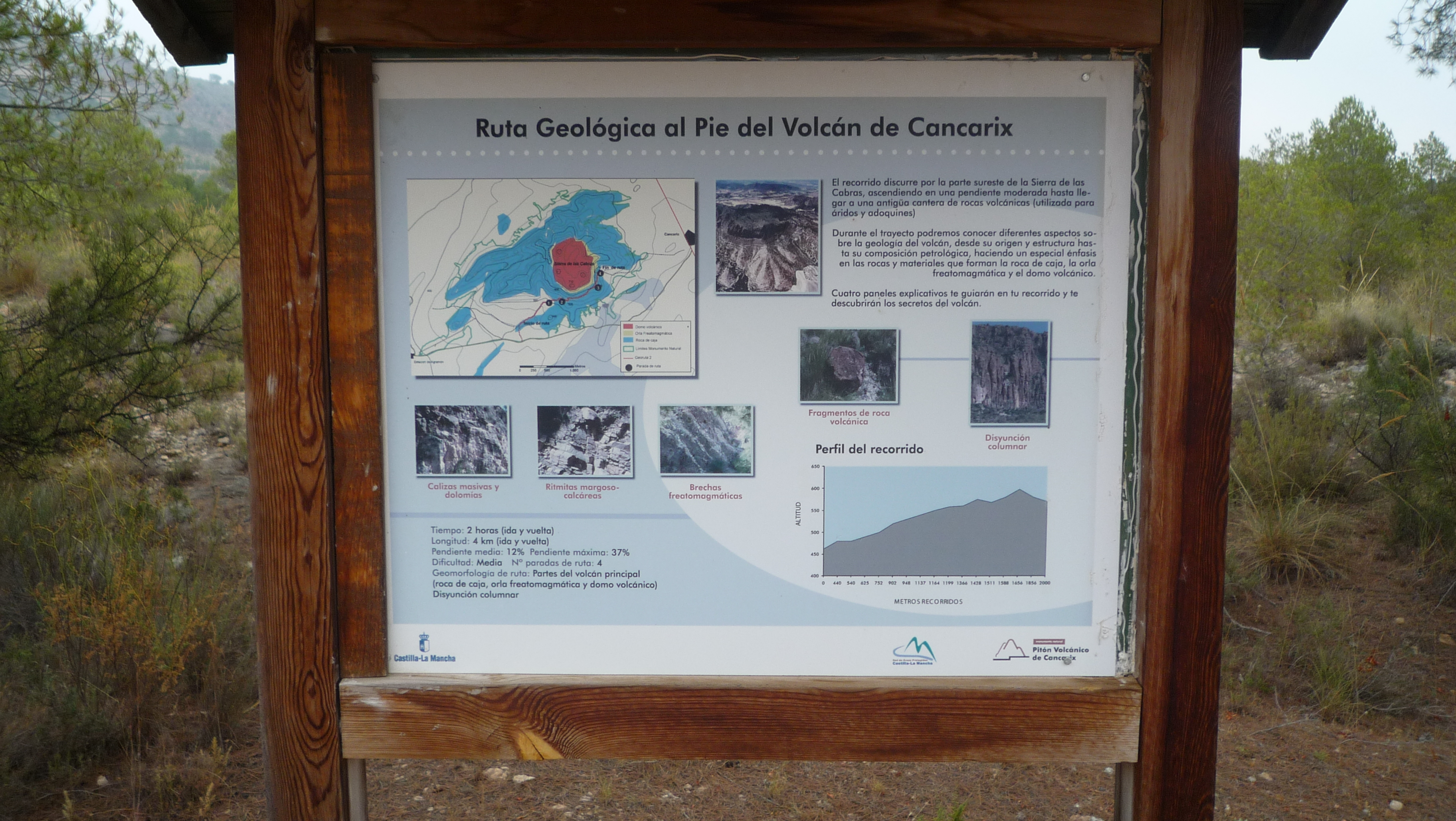
Panel informativo.

## Petrografía y geoquímica
Las facies que se observan son brechas en las zonas exteriores, con una mezcla de rocas volcánicas y de los materiales encajantes, facies más internas vítreas y zonas centrales holocristalinas. Esta distribución de facies indica un vulcanismo explosivo por la interacción con el agua freática, seguido de la emisión de lava.
Petrológicamente las rocas son lamproítas, rocas volcánicas de composición ultrapotásica, que regionalmente se denominan cancalitas o cancarixitas. Los minerales principales que forman estas rocas son olivino, flogopita, sanidina y richterita potásica, mientras que entre los accesorios se encuentran apatito y calcita.
La naturaleza ultrapotásica de estas rocas indica un origen profundo, en el manto, con escasa asimilación de las rocas de la corteza atravesadas durante su ascenso.

## Geotectónica
Ubicado en el dominio externo de las Cordilleras Béticas, el volcán de Cancarix está integrado en un sistema disperso de chimeneas volcánicas, diques, coladas de lava y piroclastos, que se extiende entre Vera (Almería) y Jumilla (Murcia), al norte de la región volcánica neógena de Almería-Murcia.
Estos episodios volcánicos están relacionados con etapas distensivas debidas al colapso gravitacional posterior a la orogenia bético-rifeña. Los episodios con extrusión de rocas ultrapotásicas, entre los que se encuentra Cancarix, son los más tardíos.

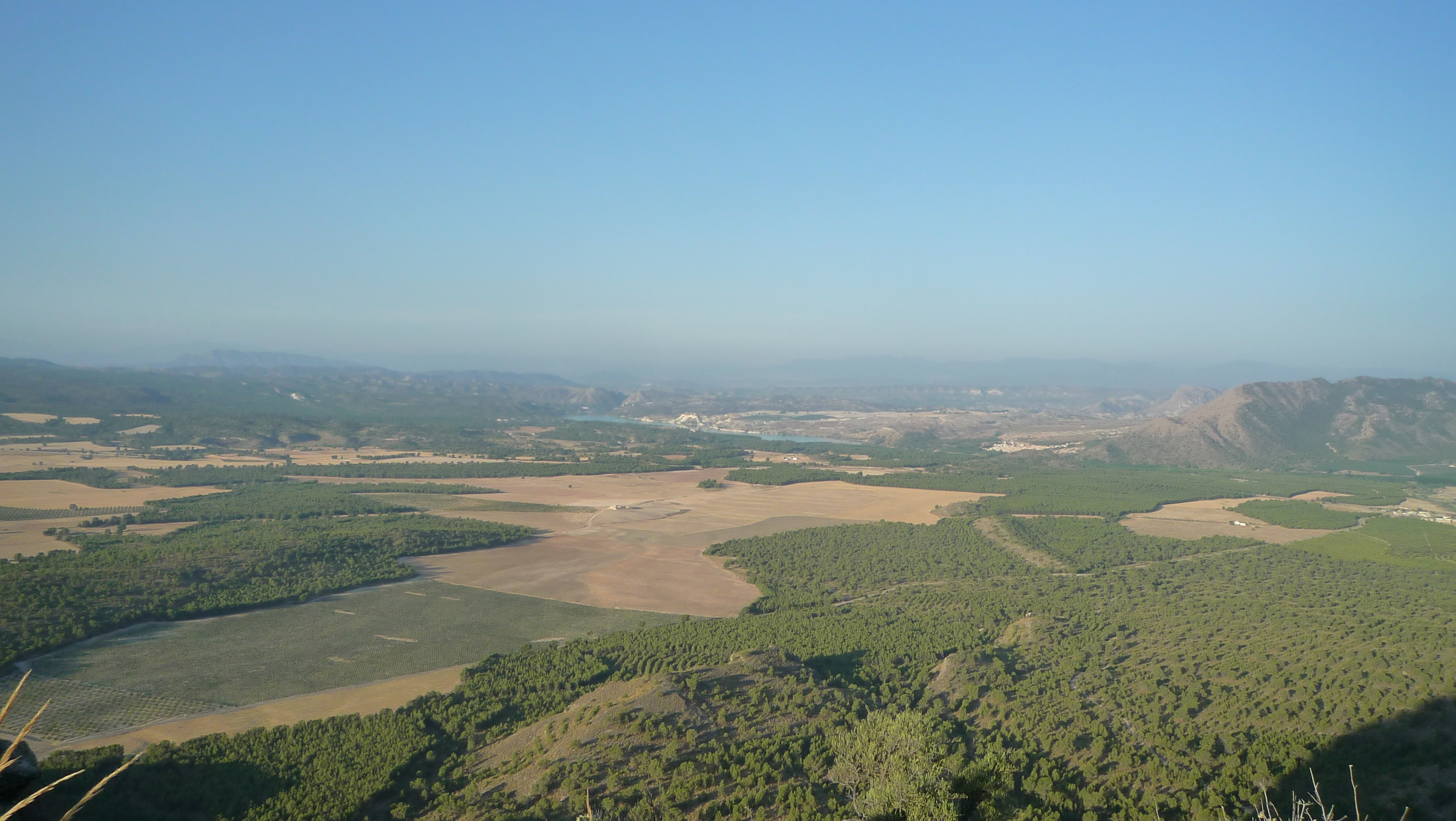
Vista del pantano de Camarillas desde lo alto del domo volcánico.

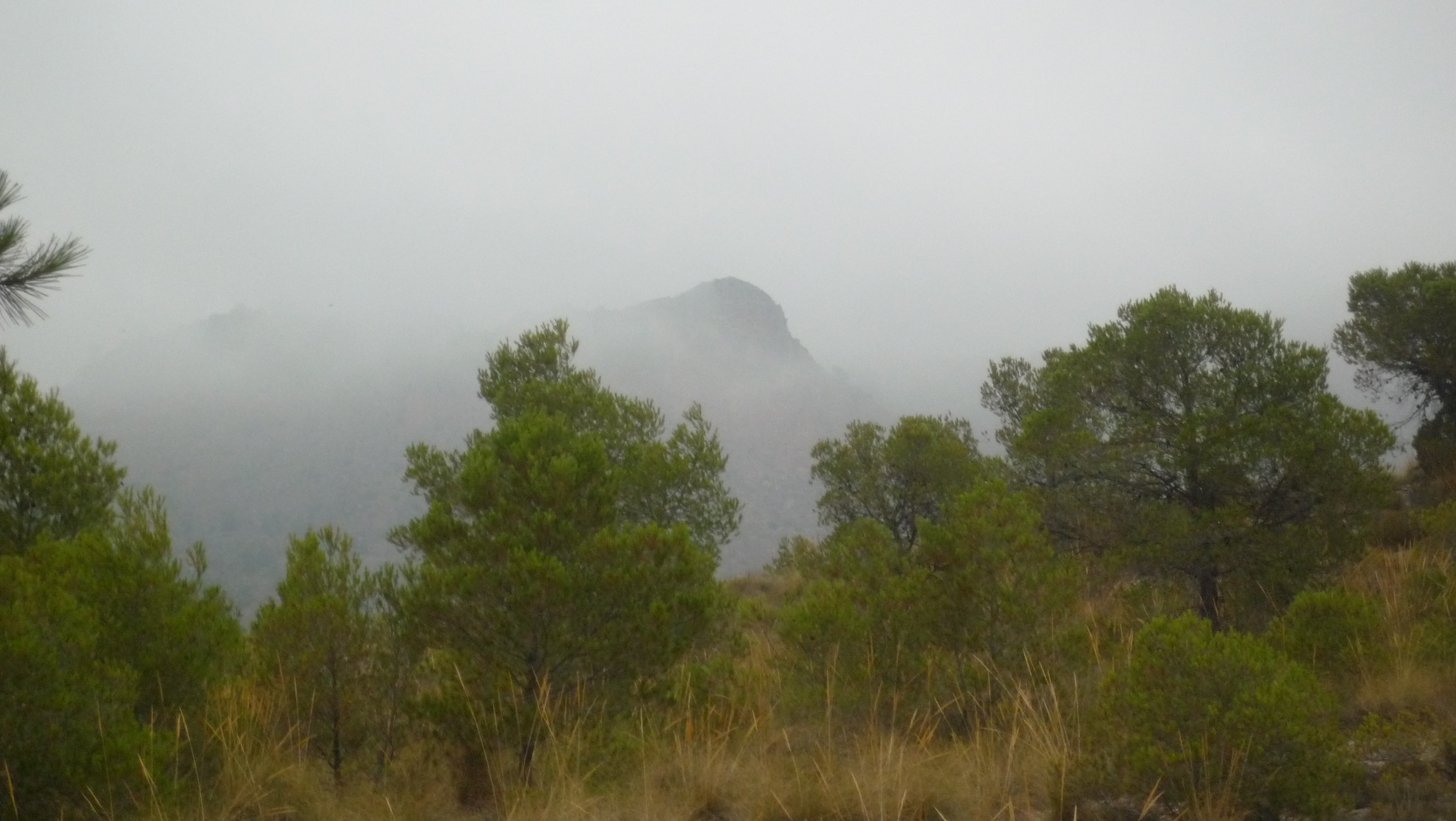
Vista del cerro volcánico.